# King of the Jungle (film 1927)
King of the Jungle è un serial del 1927 diretto da Webster Cullison.

## Produzione
Prodotto dalla Hercules Film Productions, il film venne girato all'Iverson Ranch - 1 Iverson Lane a Chatsworth, Los Angeles. Le riprese furono funestate da un incidente di cui rimase vittima uno degli attori, Gordon Standing che fu ucciso da uno dei leoni. Il protagonista, Elmo Lincoln, amico di Standing, dichiarò che l'incidente avrebbe potuto essere facilmente evitato e si ritirò per qualche tempo dagli schermi. Dopo una lunga parentesi teatrale, Lincoln, che era stato famoso per aver interpretato il primo Tarzan del cinema, ritornò a girare nel 1939.

## Distribuzione
Il film uscì nelle sale cinematografiche USA nel luglio 1927, distribuito dalla Rayart Pictures Corporation. Il film viene considerato perduto. Esiste solo una copia del trailer del film.

### Date di uscita
- USA	luglio 1927
- Finlandia	25 marzo 1928